# 桃山 (名古屋市)
桃山（ももやま）は、愛知県名古屋市緑区の町名。現行行政地名は桃山一丁目から桃山四丁目。住居表示未実施。

## 地理
名古屋市緑区の北東部に位置し、南東に黒沢台、南西にほら貝、北東に梅里、北西に天白区久方と島田黒石と接する。

## 歴史

### 町名の由来
桃の木が多かったことから通称された「桃山」に由来するという。

### 沿革
- 1972年（昭和47年） - 名古屋市水道局鳴海配水場が設置される[1]。
- 1974年（昭和49年） - 緑区鳴海町の一部により、同区桃山一丁目および桃山二丁目が成立する[1]。
- 1976年（昭和51年）6月16日 - 桃山二丁目に黒石保育園が開園する[2]。
- 1986年（昭和61年） - 緑区鳴海町の一部により、同区桃山三丁目および桃山四丁目が成立する[1]。また、鳴海町の一部が桃山二丁目に編入される[1]。

## 世帯数と人口
2019年（平成31年）3月1日現在の世帯数と人口は以下の通りである。
| 丁目       | 世帯数    | 人口    |
| ---------- | --------- | ------- |
| 桃山一丁目 | 747世帯   | 1,656人 |
| 桃山二丁目 | 648世帯   | 1,455人 |
| 桃山三丁目 | 662世帯   | 1,554人 |
| 桃山四丁目 | 383世帯   | 932人   |
| 計         | 2,440世帯 | 5,597人 |

### 人口の変遷
国勢調査による人口の推移
| 1995年（平成7年）  | 5,940人 | [ WEB 6 ]  |  |
| 2000年（平成12年） | 6,087人 | [ WEB 7 ]  |  |
| 2005年（平成17年） | 5,813人 | [ WEB 8 ]  |  |
| 2010年（平成22年） | 5,758人 | [ WEB 9 ]  |  |
| 2015年（平成27年） | 5,667人 | [ WEB 10 ] |  |

## 学区
市立小・中学校に通う場合、学校等は以下の通りとなる。また、公立高等学校に通う場合の学区は以下の通りとなる。
| 丁目       | 番・番地等 | 小学校               | 中学校               | 高等学校 |
| ---------- | ---------- | -------------------- | -------------------- | -------- |
| 桃山一丁目 | 全域       | 名古屋市立桃山小学校 | 名古屋市立神沢中学校 | 尾張学区 |
| 桃山二丁目 | 全域       | 名古屋市立桃山小学校 | 名古屋市立神沢中学校 | 尾張学区 |
| 桃山三丁目 | 全域       | 名古屋市立桃山小学校 | 名古屋市立神沢中学校 | 尾張学区 |
| 桃山四丁目 | 全域       | 名古屋市立桃山小学校 | 名古屋市立神沢中学校 | 尾張学区 |

## 交通

### 鉄道
- 名古屋市営地下鉄

 桜通線 神沢駅

## 施設

### 桃山一丁目
- 桃山住宅[1]

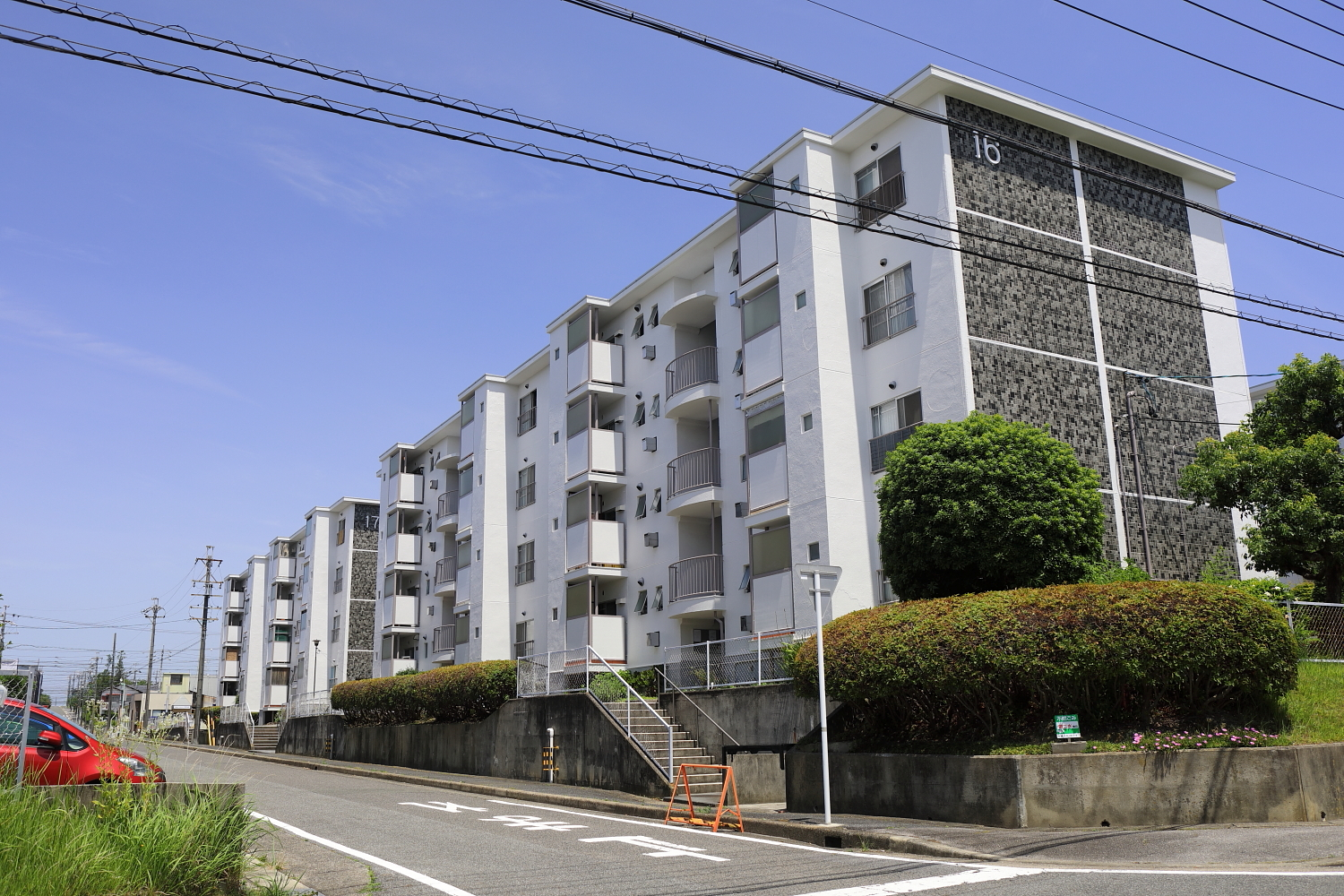
桃山住宅

### 桃山二丁目
- 名古屋市営緑黒石荘[1]
- 桃山コミュニティセンター
- 名古屋桃山郵便局
- 桃山公園

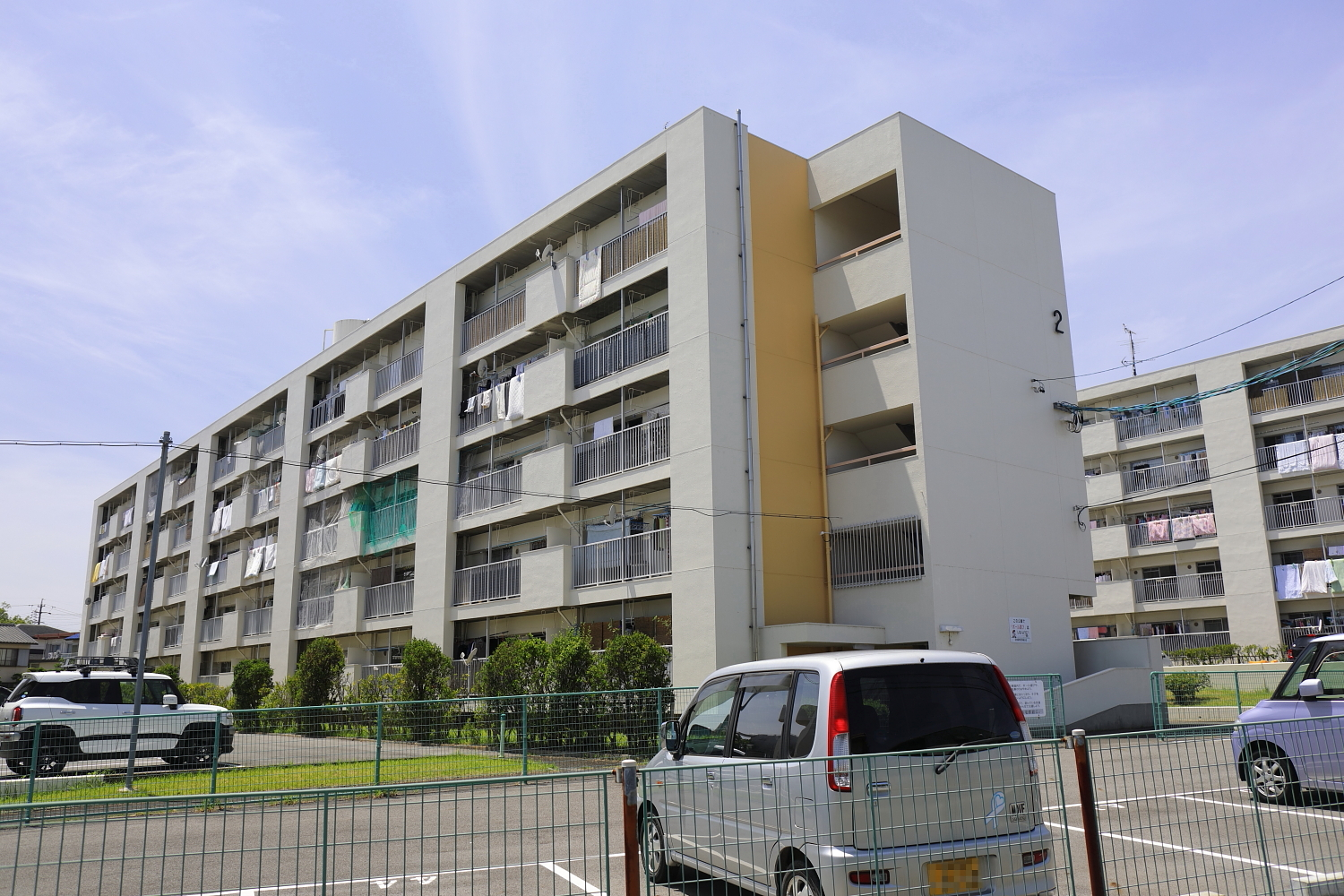
名古屋市営緑黒石荘
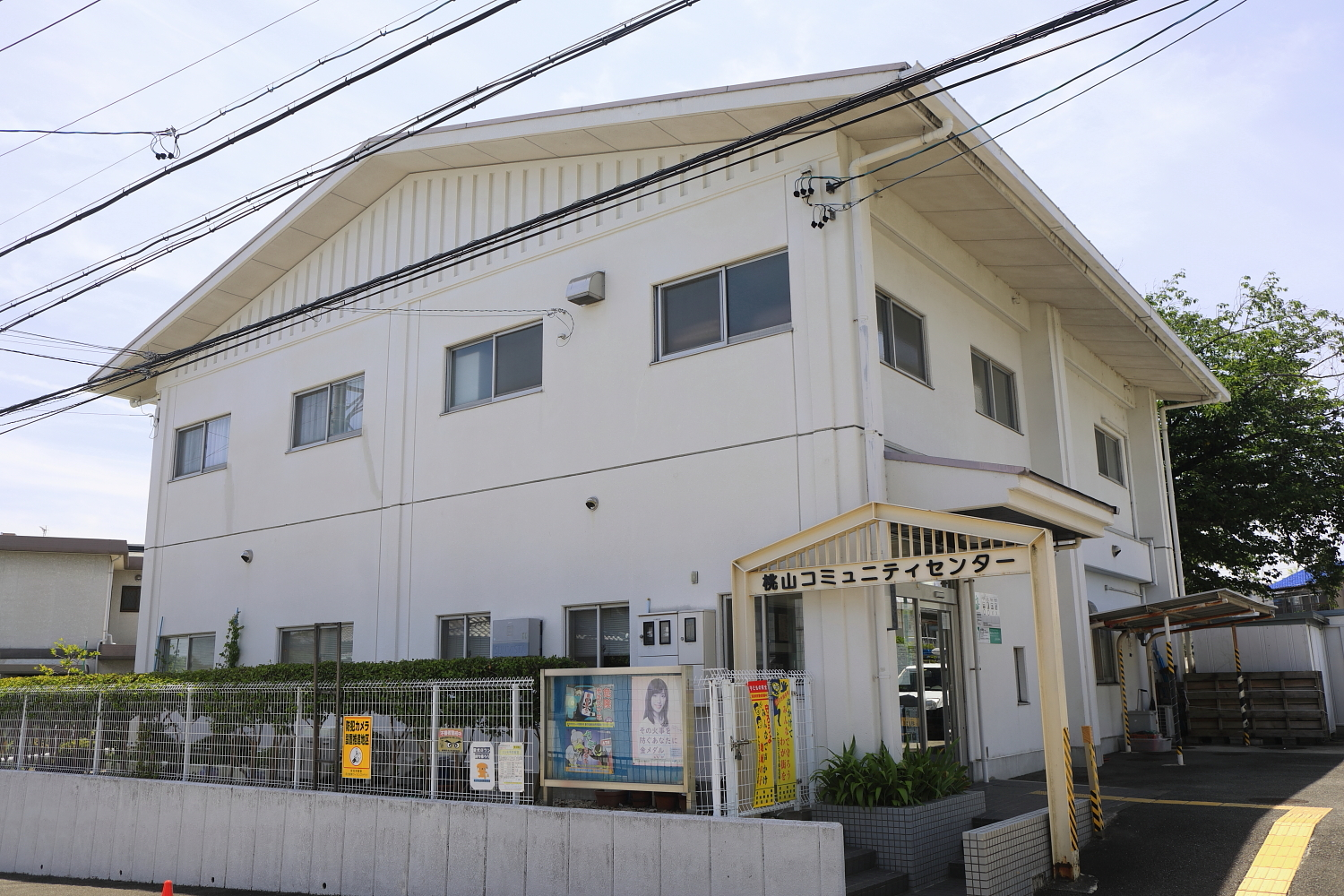
桃山コミュニティセンター
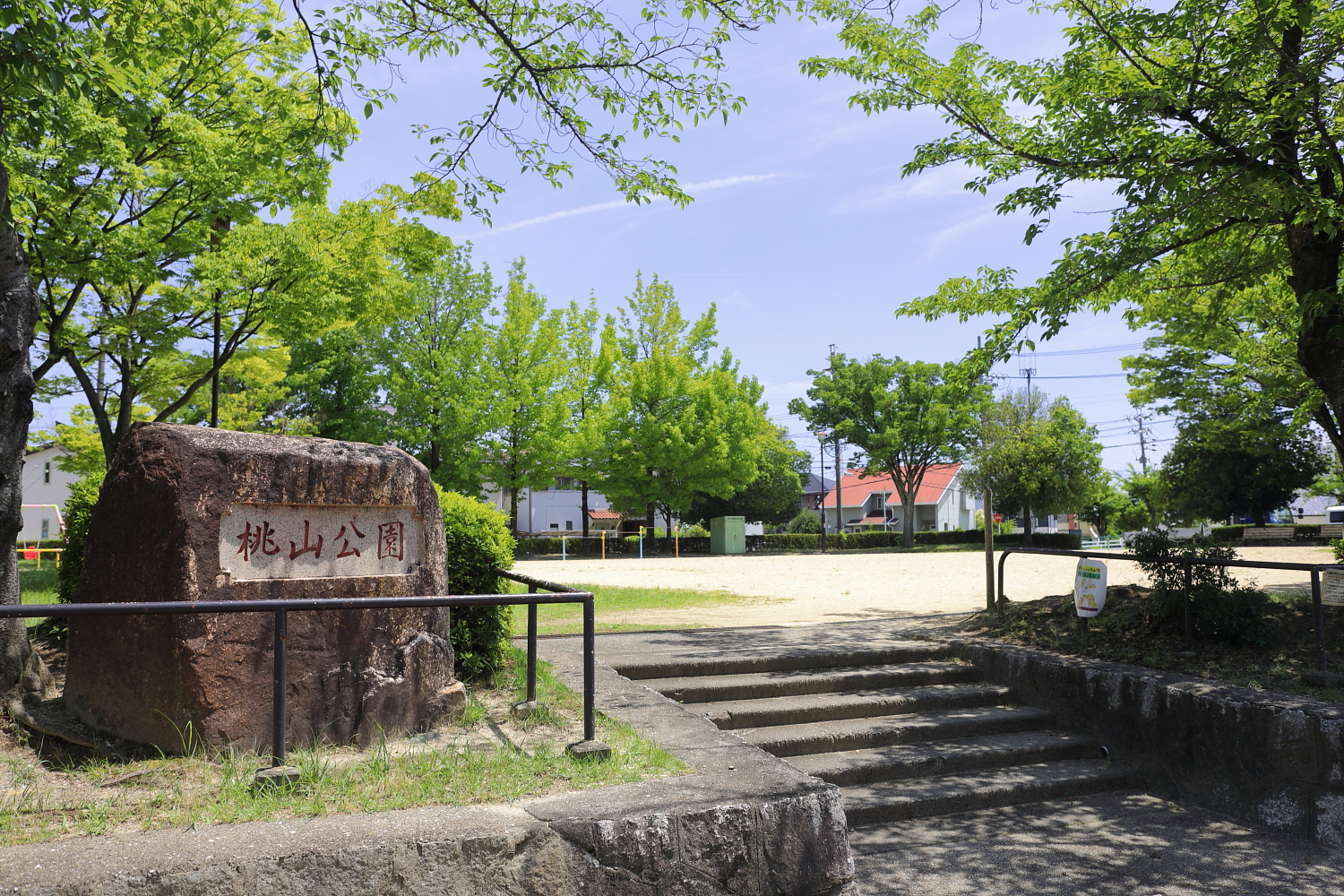
桃山公園

### 桃山三丁目
- 愛知県営緑黒石住宅[1]

### 桃山四丁目

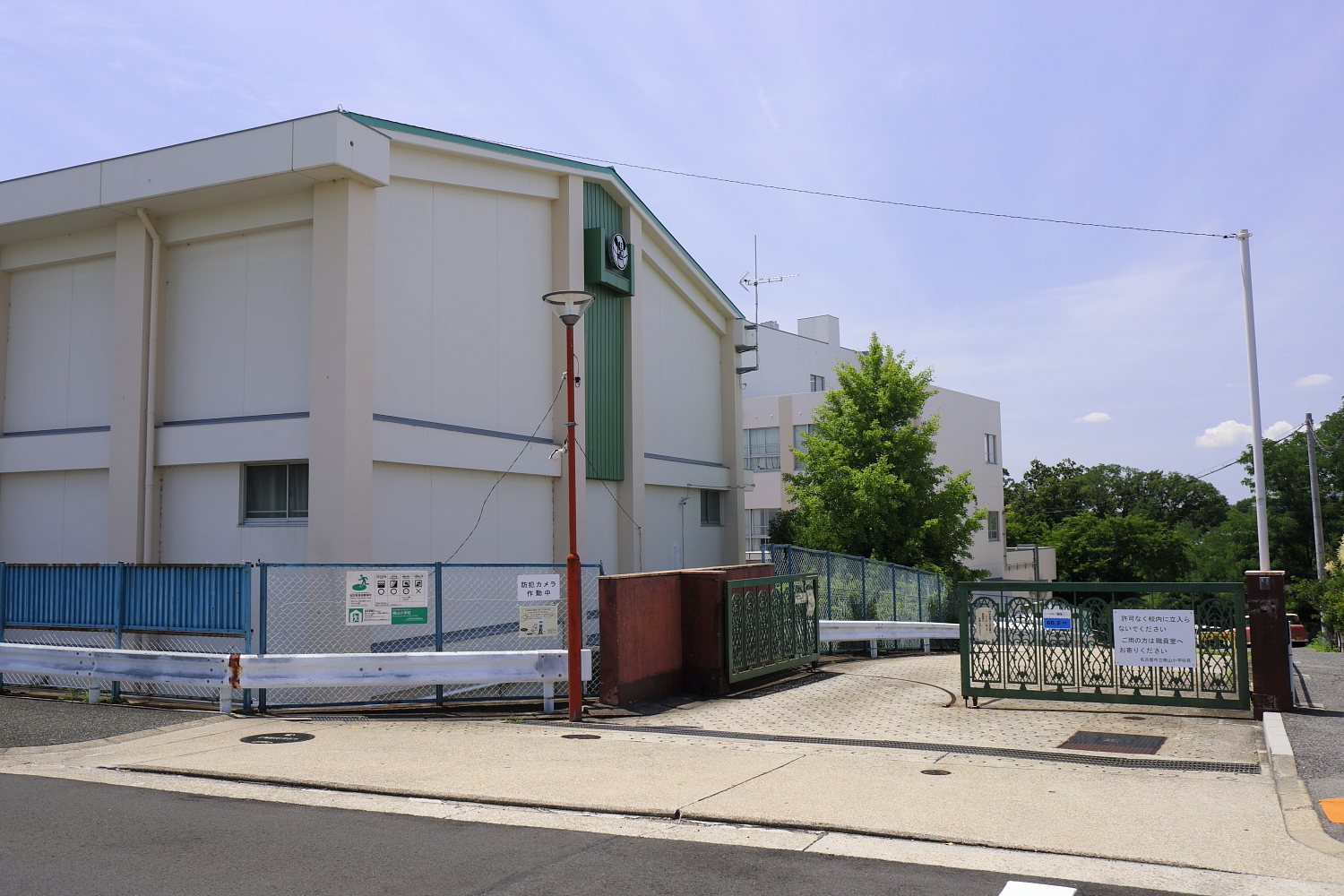
名古屋市上下水道局鳴海配水場
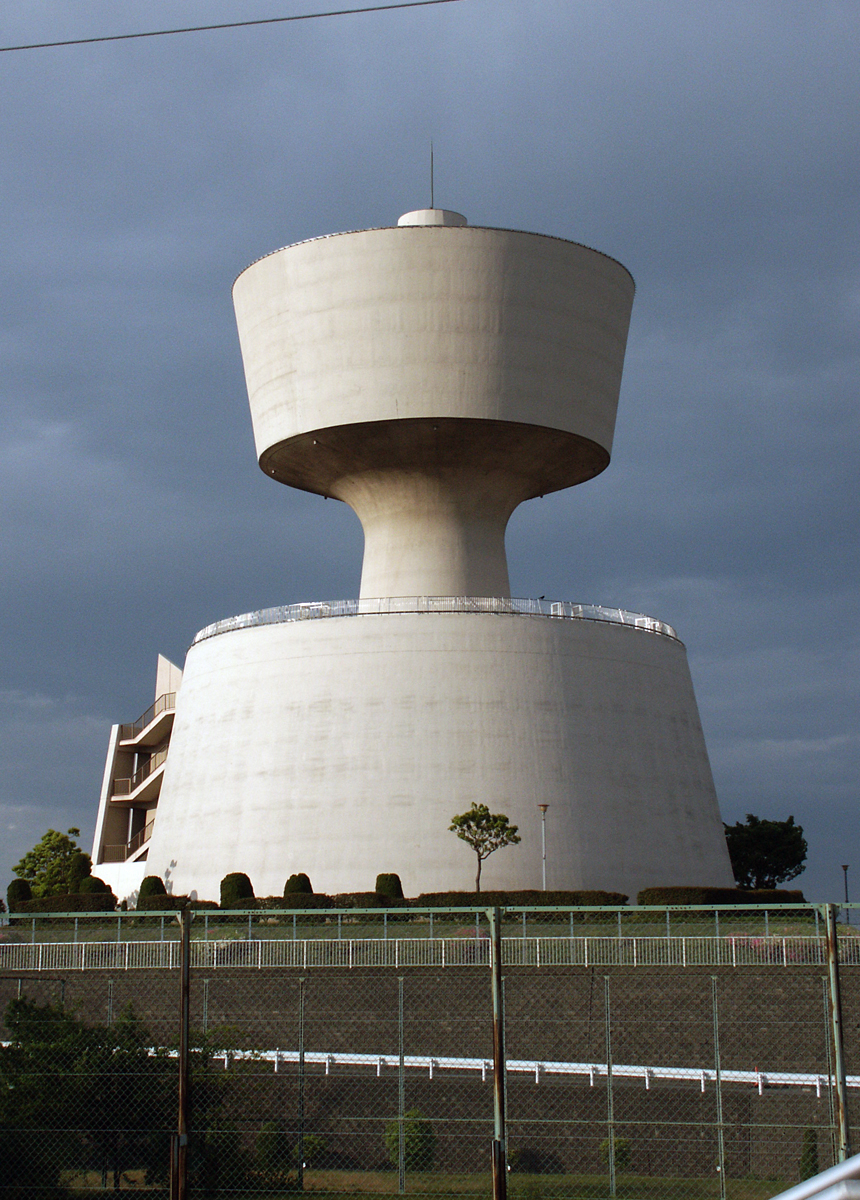
名古屋市立桃山小学校
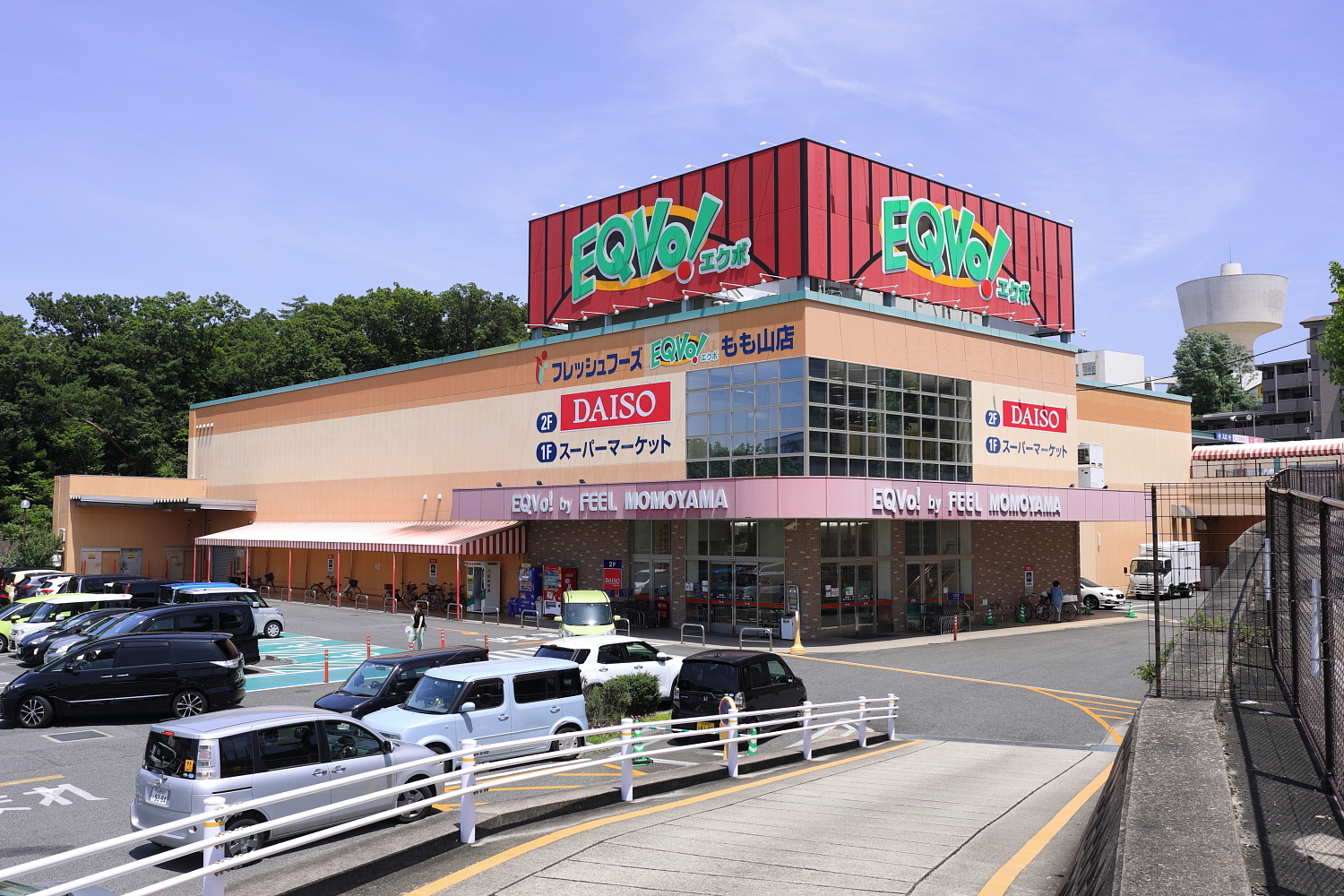
フィール もも山店
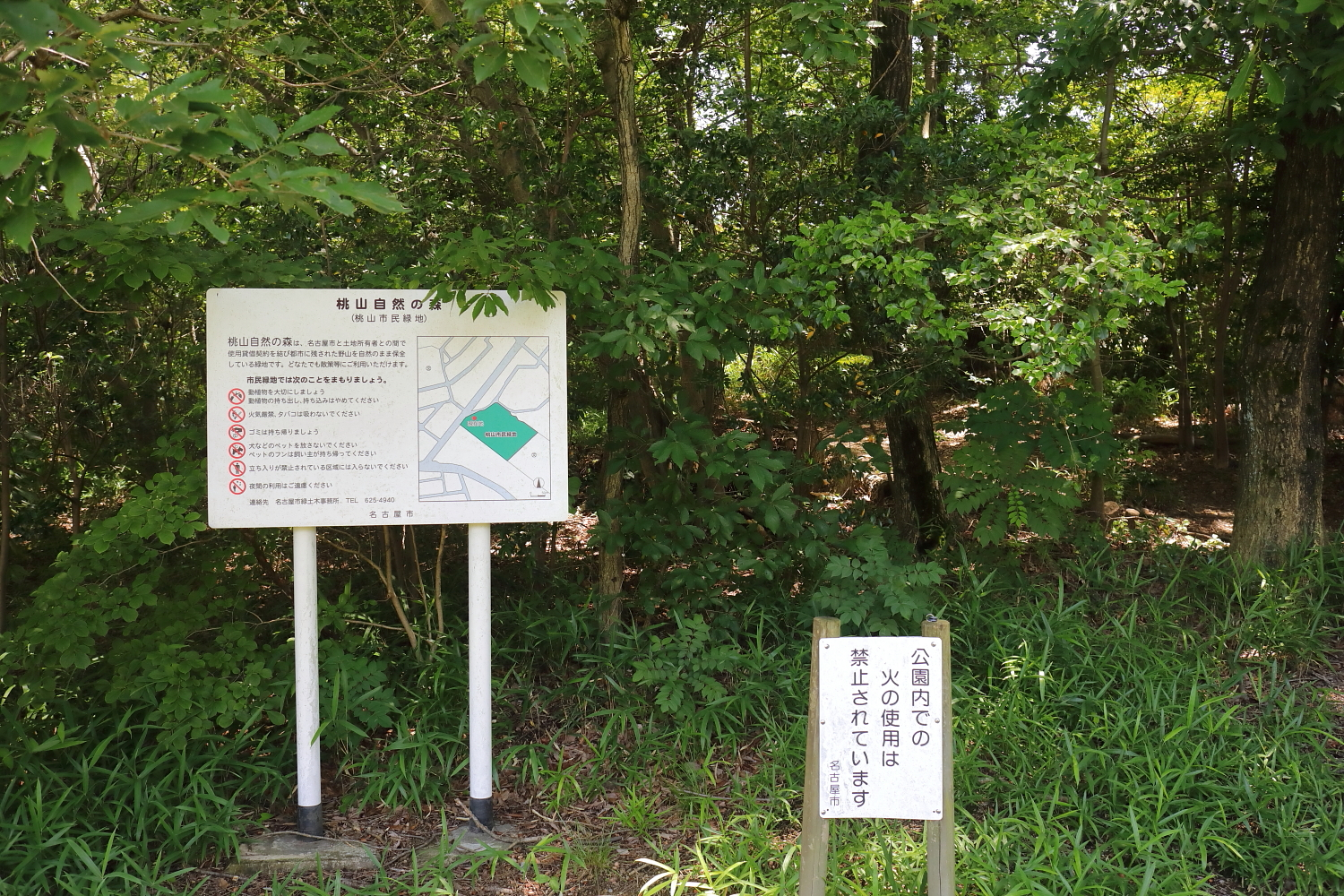
桃山自然の森（桃山市民緑地）
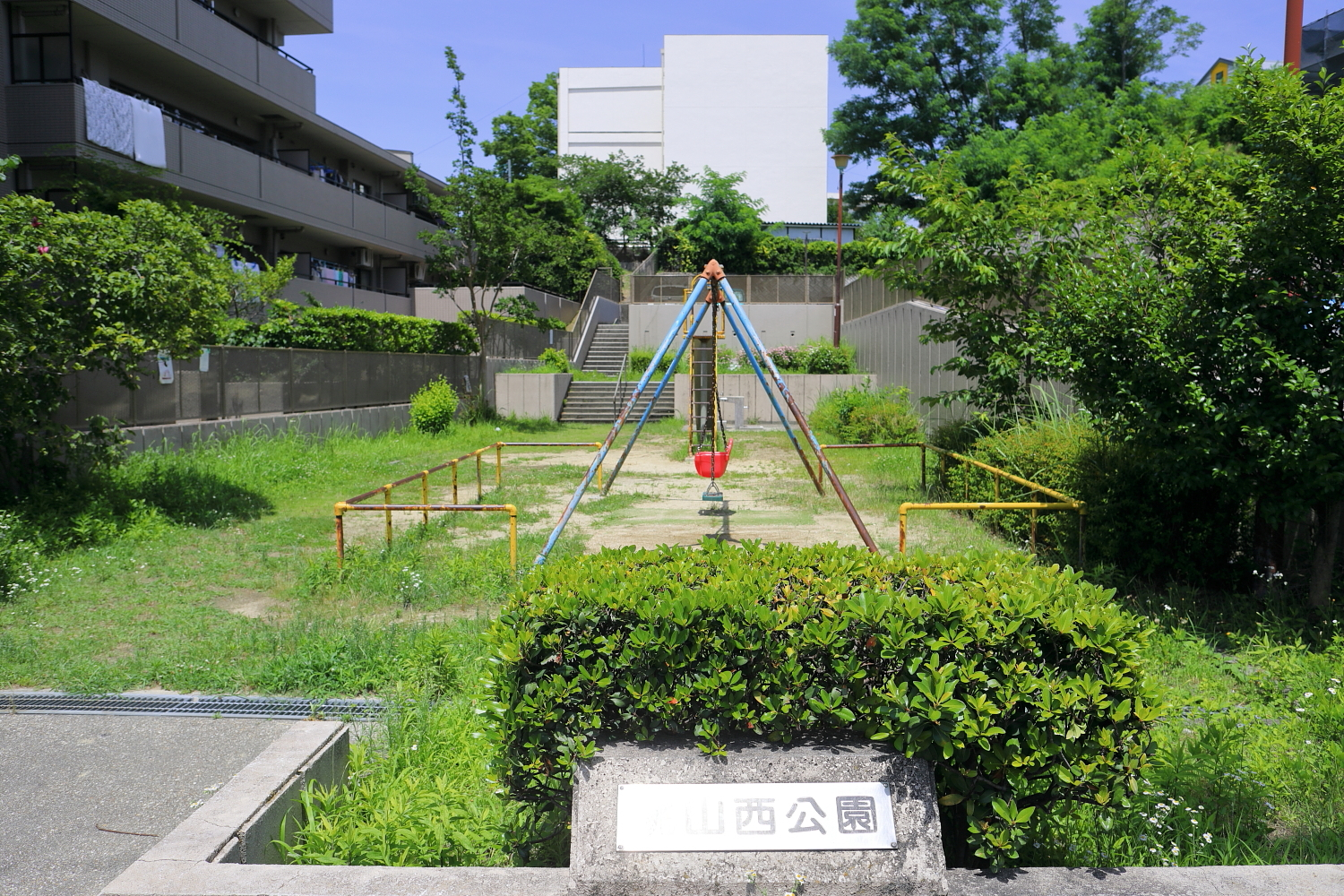
桃山西公園

- 名古屋市立桃山小学校
- 鳴海配水場
- フィールもも山店
- 桃山自然の森（桃山市民緑地）
- 桃山西公園

## その他

### 日本郵便
- 郵便番号 : 458-0002[WEB 3]（集配局：緑郵便局[WEB 13]）。

### WEB
1. ↑  “愛知県名古屋市緑区の町丁・字一覧”.   人口統計ラボ. 2019年3月31日閲覧。
2. 1 2  “町・丁目(大字)別、年齢(10歳階級)別公簿人口(全市・区別)”.   名古屋市 (2019年3月20日). 2019年3月21日閲覧。
3. 1 2  “郵便番号”.  日本郵便. 2019年3月17日閲覧。
4. ↑  “市外局番の一覧”.   総務省. 2019年1月6日閲覧。
5. ↑  “緑区の町名一覧”.   名古屋市 (2015年10月21日). 2019年3月31日閲覧。
6. ↑  総務省統計局 (2014年3月28日). “平成7年国勢調査の調査結果(e-Stat) - 男女別人口及び世帯数 －町丁・字等”. 2019年3月23日閲覧。
7. ↑  総務省統計局 (2014年5月30日). “平成12年国勢調査の調査結果(e-Stat) - 男女別人口及び世帯数 －町丁・字等”. 2019年3月23日閲覧。
8. ↑  総務省統計局 (2014年6月27日). “平成17年国勢調査の調査結果(e-Stat) - 男女別人口及び世帯数 －町丁・字等”. 2019年3月23日閲覧。
9. ↑  総務省統計局 (2012年1月20日). “平成22年国勢調査の調査結果(e-Stat) - 男女別人口及び世帯数 －町丁・字等”. 2019年3月23日閲覧。
10. ↑  総務省統計局 (2017年1月27日). “平成27年国勢調査の調査結果(e-Stat) - 男女別人口及び世帯数 －町丁・字等”. 2019年3月23日閲覧。
11. ↑  “市立小・中学校の通学区域一覧”.   名古屋市 (2018年11月10日). 2019年1月14日閲覧。
12. ↑  “平成29年度以降の愛知県公立高等学校（全日制課程）入学者選抜における通学区域並びに群及びグループ分け案について”.   愛知県教育委員会 (2015年2月16日). 2019年1月14日閲覧。
13. ↑  “郵便番号簿 2018年度版” (PDF).   日本郵便. 2019年3月31日閲覧。

### 書籍
1. 1 2 3 4 5 6 7 8 9  名古屋市計画局 1992, p. 645.
2. ↑  名古屋市会事務局 1995, p. 53.